# 새연교

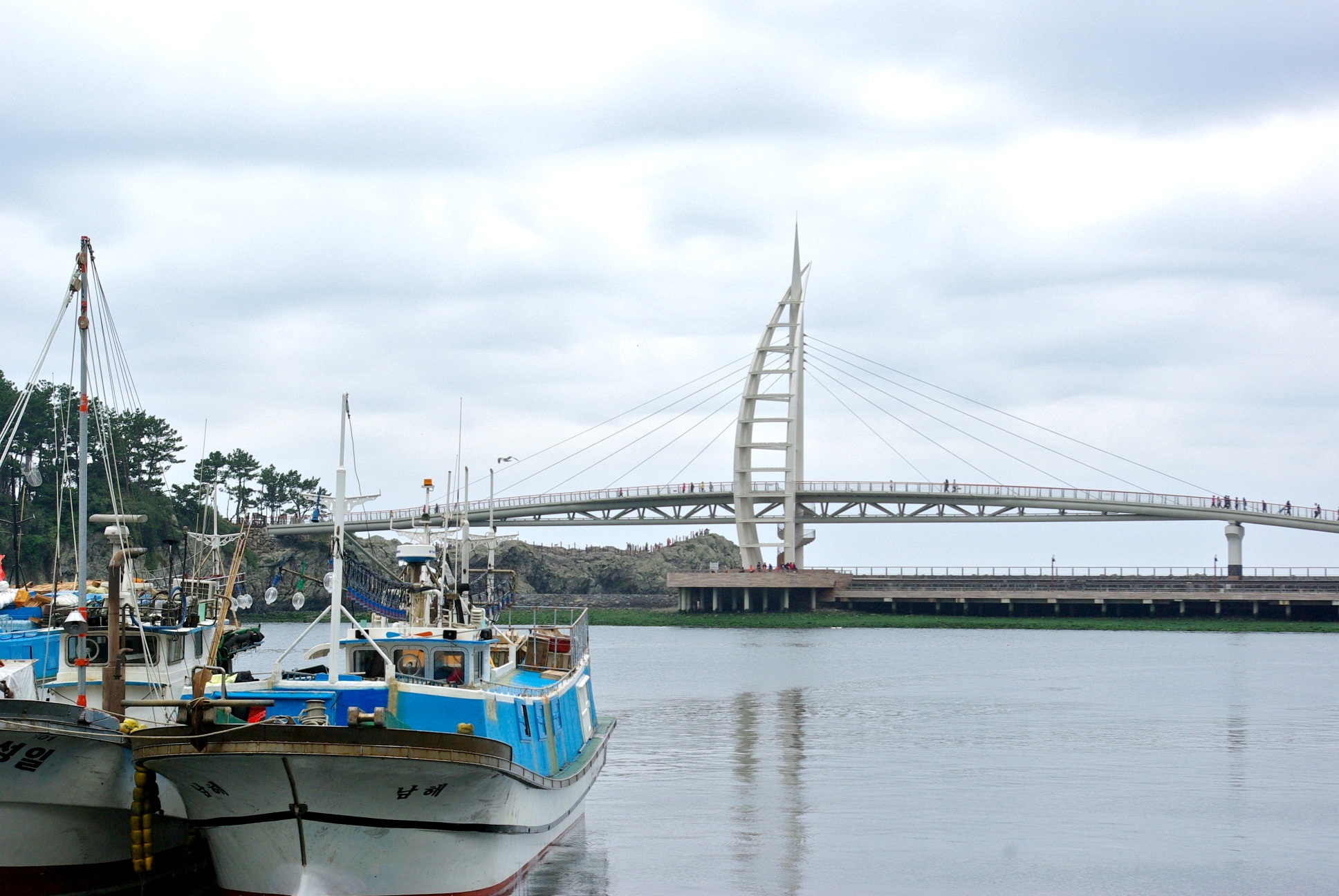
서귀포항에서 바라본 새연교

새연교는 서귀포항 바로 남쪽에 위치한 무인도인 새섬과 육지를 잇는 길이 169ｍ, 폭 4∼7ｍ의 사장교이다.

## 개요
2009년 9월 28일 준공되어 이틀 뒤인 9월 30일에 새섬공원과 함께 공식 개방되었다.
제주도의 전통 배인 테우의 모습을 옮겨 만든 다리의 입구에는 악천후에 섬 출입을 통제할 수 있는 개폐식 문이 설치되어 있으며, 평상시에는 일출 때부터 밤 10시까지 개방한다.

## 갤러리

새연교 파노라마